# Арія (фільм)
«Арія» (англ. Aria) — музичний кінофільм, що складається з 10 кіноновел. Продюсер Дон Бойд вирішив відмітити 300-річчя оперного мистецтва незвичайним чином, запросивши десятку відомих режисерів для авторської інтерпретації арій з популярних опер.

## Сюжет
Сузір'я режисерів першої величини в музичній поліфонічній стрічці, що складається з 10 коротеньких фрагментів. Співак (Джон Херт) згадує свої найкращі дні і ці часи та миті слави, які з'являються перед глядачами у вигляді невеликих, але містких арій. У своїй дебютній роботі Бріджит Фонда з'являється в арії з опери «Трістан та Ізольда» (режисер Френк Роддем) в ролі коханки, яка приїжджає до Лас-Вегасу, віддається у готельному номері пристрасній любові зі своїм партнером, а потім на пару з ним покінчує з життям. Мотиви опери Джузепе Верді «Бал-маскарад» стануть для Ніколаса Роуга основою його арії-вставки про життя і вбивство албанського короля Зога (1931). Жан-Люк Годар арією з опери Жана Батиста Люллі «Арміда» показує замальовку в стилі «ню» з побуту асів бодібілдінгу. Мертве місто Брюгге оживе в новелі австралійця Брюса Бересфорда за мотивами арії з опери Еріха Корнгольда «Мертве місто». Парадоксальний фінал чекає глядача у фрагменті постановника Кена Рассела Пуччіні «Турандот». Англійська фотомодель Ліндзі Дрю уявляє, що її тіло прикрашене найвишуканішими коштовностями. Але, пробуджуючись від марень, вона виявляє себе в реанімації, куди потрапила після автокатастрофи.

## В ролях
- Джон Герт — пспівак, фрагмент «Паяци»
- Софі Ворд — фрагмент «Паяци»
- Тереза Расселл — король Зог, фрагмент «Бал-маскарад»
- Нікола Суейн — Марі, фрагмент «Сила долі»
- Джексон Кейл —  Тревіс, фрагмент «Сила долі»
- Бак Генрі — Престон, фрагмент «Ріголетто»
- Беверлі Д'Анджело — Джильда, фрагмент «Ріголетто»
- Аніта Морріс — Феб, фрагмент «Ріголетто»
- Елізабет Херлі — Маріетта, фрагмент «Мертве місто»
- Пітер Бірч — Пауль, фрагмент «Мертве місто»
- Бриджіт Фонда — коханка, фрагмент «Трістан та Ізольда»
- Джеймс Мэтерс — коханеуь, фрагмент «Трістан та Ізольда»
- Тільда Суїнтон — дівчина, фрагмент «Луїза»
- Ліндзі Дрю — дівчина, фрагмент «Турандот»
- Джулі Гаґерті — фрагмент «Бореади»
- Женев'єва Паж — фрагмент «Бореади»
- Валері Аллен— дівчина, фрагмент «Арміда»

## Знімальна група
Режисери
- Ніколас Роуг— фрагмент «Бал-маскарад»
- Білл Брайден— фрагмент «Паяци»
- Чарльз Старрідж — фрагмент «Сила долі»
- Жан-Люк Годар — фрагмент «Арміда»
- Жульєн Темпл — фрагмент «Ріголетто»
- Брюс Бересфорд — фрагмент «Мертве місто»
- Роберт Олтмен — фрагмент «Бореади»
- Френк Роддем — фрагмент «Трістан та Ізольда»
- Кен Рассел — фрагмент «Турандот»
- Дерек Джармен — фрагмент «Луїза»

## Факти
- На початковому етапі зйомок участь у фільмі була обіцяна Федеріко Фелліні, проте через хворобу режисер не зміг взяти участь у зйомках. Проте італійський режисер був гарячим прихильником стрічки, йому особливо подобався епізод Френка Роддема.
- Серед постановників картини спочатку передбачалася участь і Вуді Аллена, але він відмовився через жорсткий графік роботи над іншими стрічками.
- Стрічка демонструвалася у рамках конкурсного показу на Міжнародному кінофестивалі в Каннах.
- Два дебюти яскравих кіноакторок відбулися під час зйомок фільму: 23-річної Бріджит Фонди та 22-річної Елізабет Херлі.

## Статті про фільм
Guerand, Jean-Philippe. In: Première (France). (MG), June 1987, Pg. 17